# Emory Speer
Emory Speer (Culloden, 3 settembre 1848 – Macon, 13 dicembre 1918) è stato un giudice e politico statunitense, ha ricoperto la carica di giudice federale degli Stati Uniti per il Southern Disctrict of Georgia tra il 1885 e il 1918 e Membro della Camera dei rappresentanti per la Georgia tra il 1879 e il 1893. Fu particolarmente attivo a sostegno delle tutele legali in favore dei neri, in forte contrasto con le correnti politiche dominanti dell'epoca, soprattutto negli anni di formazione delle Leggi Jim Crow.

## Biografia
Filgio di Eustace Willoughby Speer, un predicatore itinerante metodista e sua moglie, Annie Eliza King Speer, diretta discendente di uno dei Padri fondatori degli Stati Uniti d'America, Rufus King.

A soli quindici anni abbandonò la famiglia per unirsi all'esercito confederato durante la guerra civile americana, all'interno di una brigata di fanteria a cavallo, comandata dal generale John Randolph Lewis. L'unica azione militare alla quale partecipò il giovane Speer fu il disastroso tentativo confederato nella battaglia di Griswoldville del 1864 per arrestare la celebre marcia di Sherman verso il mare; il giovane rimase all'interno della stessa unità fino al suo scioglimento alla fine della guerra. 

Frequentò legge alla University of Georgia ed entrò come praticante avvocato del futuro senatore Benjamin Harvey Hill, che fu il suo patrocinatore sia in ambito legale che politico. Nel 1870 fu ammesso alla professione di avvocato e aprì il suo studio ad Athens fino al 1883. Iniziò a interessarsi all'attività politica diventando commentatore politico per un giornale locale e collaborò alla creazione di una sezione del Partito democratico, ponendo così fine al dominio repubblicano nel governo della città di Athens.

Nel 1877 si candidò per l'elezione al Congresso, ma non ottenne l'appoggio dei Democratici e fu costretto a presentarsi come candidato indipendente, perdendo le elezioni. L'anno successivo, tuttavia, si candidò nuovamente in qualità di indipendente e ottenne l'elezione al Congresso. La sua decisione di presentarsi come candidato indipendente lo allontanò dai Democratici e soprattutto dal suo patrono, Harvey Hill, che contribuì personalmente a fare campagna contro di lui.

In qualità di rappresentante al Congresso si avvicinò gradualmente alle posizioni dei repubblicani, che lo nominarono in diverse commissioni congressuali e sovvenzionarono la sua campagna per la rielezione nel 1882, che tuttavia perse, soprattutto anche a causa delle accuse democratiche di essere un voltafaccia.

Dopo aver abbandonato il Congresso, Speer tornò alla sua professione di avvocato in Georgia dal 1883 al 1885, quando venne chiamato dal Presidente repubblicano Chester A. Arthur, a ricoprire il ruolo di Procuratore (U.S. Attorney) per il Northern District of Georgia. Anche in questo nuovo ruolo, Speer non mancò di provocare polemiche quando durante un processo in un tribunale della Georgia, convinse una giuria a condannare nove appatenenti al Ku Klux Klan accusati di aver influenzato con pratiche violente l'esercizio al diritto di voto degli afroamericani nella Contea di Banks. Nonostante l'appello alla Corte suprema degli Stati Uniti d'America, la sentenza di condanna voluta da Speer venne confermata.

Speer ottenne un notevole prestigio e consenso tra le fila dei repubblicani, guadagnando la fiducia del Presidente Chester Arthur che lo considerò il suo consigliere personale nell'ambito delle nomine dei giudici nelle posizioni chiave. Quando nel 1883 il seggio da giudice federale per il Southern District della Georgia rimase vacante, Speer propose al presidente il nome di Henry P. Farrow, anche lui avvocato e figura di spicco repubblicana a livello nazionale, Chester A. Arthur, tuttavia preferì nominare direttamente lo stesso Speer per quel ruolo. Questa decisione suscitò le ire sia dei repubblicani, convinti che tutto fosse frutto di un'astuta manovra di Speer, sia della popolazione georgiana del sud, che non vedeva di buon occhio l'elezione di un georgiano del nord; dopo un lungo dibattito al Senato, tuttavia, la nomina di Speer venne confermata.

## Gli anni da giudice federale
In veste di giudice federale, Speer rivelò un atteggiamento piuttosto moderato, soprattutto in questioni che toccavano l'economia e l'antitrust. Favorevole allo sviluppo economico del capitalismo, in casi come Brewer v. Central of Georgia (1898) e Central of Georgia Railway v. Macon (1901), creò dei precedenti che favorirono l'espansione delle linee ferroviarie nello stato della Georgia; d'altro canto, tuttavia, egli era favorevole a preservare la competitività economica e l'interesse pubblico, contro qualsiasi tipo di cartello o monopolio, e per questo fu uno strenuo sostenitore dello Sherman Antitrust Act, la prima legge antitrust emanata negli Stati Uniti.

Molto più controverso fu il suo atteggiamento nei confronti delle questioni razziali e dei diritti civili dei neri, dal momento che in qualità di giudice cercò sempre di tutelare le garanzie costituzionali in favore della popolazione di colore. Venne accusato di essere un persecutore quando in una lunga serie di processi contro atti di lavoro forzato che ebbe il suo culmine nel celebre caso United States v. McClellan del 1904. In tutti questi casi Speer si appellò al potere del governo federale di abolire il lavoro forzato per i neri in base al XIII emendamento della Costituzione degli Stati Uniti d'America contro la servitù forzata. Nonostante questa attitudine giuridica, Speer non era affatto un sostenitore dell'eguaglianza razziale; egli fu infatti un sostenitore degli statuti dello Stato della Georgia contrari ai matrimoni misti e dichiarò pubblicamente di essere favorevole all'elevazione sociale solamente "per gli elementi migliori" della popolazione di colore. Ciononostante, la sua attività di giudice gli fecero guadagnare il rispetto dei leader dei movimenti antirazzisti e l'ostilità di gran parte della popolazione locale.

La sua condotta di giudice federale fu sottoposta ad una severa inchiesta nell'agosto del 1913 su mozione della Camera dei rappresentanti degli Stati Uniti d'America che autorizzò la formazione di un comitato di magistrati per condurre una indagine formale per abuso d'ufficio. Nel 1914 il comitato svolse una serie di interrogatori e audizioni sia a Macon che a Savannah, ma la incongruenza dei testimoni portarono all'assoluzione finale di Speer che continuò a ricoprire il suo ruolo. Quattro anni dopo quel processo e le udizioni che seguirono, Speer morì a Macon dove risiedeva dal 1887.

Oltre ad essere una figura chiave in ambito giuridico e politico, Speer fu anche preside della Mercer University School of Law dal 1893 fino alla sua morte e publicò diverse monografie, tra le quali, Removal of Causes from State to United States Courts (1888), Lectures on the Constitution of the United States (1897) e Lincoln, Lee, Gran and Other Biographical Addresses (1909).